# Bejt Chanan
Bejt Chanan (hebrejsky בֵּית חָנָן, v oficiálním přepisu do angličtiny Bet Hanan, přepisováno též Beit Hanan) je vesnice typu mošav v Izraeli, v Centrálním distriktu, v Oblastní radě Gan Rave.

## Geografie
Leží v nadmořské výšce 44 metrů v hustě osídlené a zemědělsky intenzivně využívané pobřežní nížině, při dolním toku řeky Nachal Sorek, nedaleko písečných dun, které lemují pobřeží.
Obec se nachází 7 kilometrů od břehu Středozemního moře, cca 15 kilometrů jižně od centra Tel Avivu, cca 47 kilometrů severozápadně od historického jádra Jeruzalému a 4 kilometry jihozápadně od města Rišon le-Cijon. Mošav leží nedaleko západního okraje města Nes Cijona. Bejt Chanan obývají Židé, přičemž osídlení v tomto regionu je etnicky převážně židovské.
Bejt Chanan je na dopravní síť napojen pomocí dálnice číslo 42.

## Dějiny
Bejt Chanan byl založen v roce 1930. Zakladateli mošavu byli židovští přistěhovalci z Bulharska. Název vesnice je odvozen od stejnojmenné biblické lokality Bét-chánan zmiňované v první knize královské 4,9
Koncem 40. let měl mošav rozlohu katastrálního území 1 748 dunamů (1,748 kilometru čtverečního). Správní území vesnice měří v současnosti cca 3000 dunamů (3 kilometry čtvereční). Místní ekonomika je založena na zemědělství.

## Demografie
Podle údajů z roku 2014 tvořili naprostou většinu obyvatel v Bejt Chanan Židé (včetně statistické kategorie "ostatní", která zahrnuje nearabské obyvatele židovského původu ale bez formální příslušnosti k židovskému náboženství).
Jde o menší obec vesnického typu s dlouhodobě stagnující populací. K 31. prosinci 2014 zde žilo 5678 lidí. Během roku 2014 populace stoupla o 0,2 %.
| Rok            | 1948 | 1961 | 1972 | 1983 | 1995 | 2001 | 2003 | 2004 | 2005 | 2006 | 2007 | 2008 | 2009 | 2010 | 2011 | 2012 | 2013 | 2014 |
| -------------- | ---- | ---- | ---- | ---- | ---- | ---- | ---- | ---- | ---- | ---- | ---- | ---- | ---- | ---- | ---- | ---- | ---- | ---- |
| Počet obyvatel | 429  | 462  | 367  | 420  | 466  | 532  | 532  | 537  | 545  | 560  | 583  | 589  | 531  | 533  | 529  | 532  | 567  | 568  |